# ماريا نيفيس
ماريا نيفيس (بالإسبانية: María Nieves)‏ هي راقصة باليه أرجنتينية، ولدت في 1938.

## وصلات خارجية
- ماريا نيفيس على موقع IMDb (الإنجليزية)
- ماريا نيفيس على موقع قاعدة بيانات برودواي على الإنترنت (الإنجليزية)